# Sara Facio
Sara Facio (San Isidro, 18 de abril de 1932-Buenos Aires, 18 de junio de 2024) fue una importante fotógrafa, periodista, editora y gestora cultural argentina, destacada por la ejecución de retratos, junto a Alicia D'Amico, de algunos de los personajes más importantes de la cultura argentina y mundial.

## Primeros años
Graduada junto a Alicia D'Amico en la Escuela Nacional de Bellas Artes en 1953. En 1955 recibió una beca del Gobierno de Francia y residió en París un año, estudiando artes visuales y visitando museos de Francia, Italia, Inglaterra, Alemania, Austria y Suiza. En 1957, comenzó a practicar fotografía en el estudio del padre de D’Amico, luego continuó su aprendizaje junto a Annemarie Heinrich.
En 1960, se instaló junto a su colega en Buenos Aires. A partir de ese momento, su trabajo profesional se plasmó en retratos, publicidad, reportajes gráficos y escritos para la mayoría de los diarios y revistas de Buenos Aires, Europa y Estados Unidos. Algunos de sus trabajos consistieron en publicar fotos para estampillas de uso común de ENCOTEL y la publicación de cursos de fotografía para textos escolares.
En 1992, recibió el Premio Konex de Platino como la mejor fotógrafa argentina de la década.
Concursó en numerosos salones nacionales e internacionales, lo que le valió el título de Artista otorgado por la Fédération Internationale de l'Art Photographique (de Suiza). En 2011 fue nombrada ciudadana ilustre de la Ciudad de Buenos Aires.

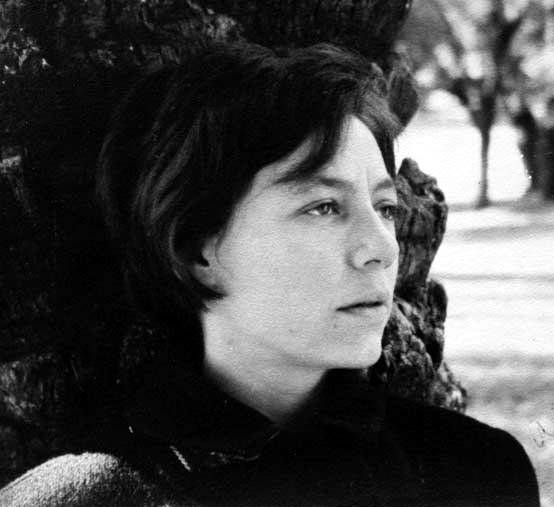
La poetisa Alejandra Pizarnik en 1967.

## Carrera profesional
Ocupó cargos directivos en la Federación Argentina de Fotografía. Junto a D’Amico, creó secciones especializadas en los diarios Clarín, La Nación, y las revistas Autoclub y Vigencia. Por otro lado, también escribió artículos para los diarios La Prensa, Tiempo Argentino y La Opinión de Buenos Aires, y las revistas Fotomundo de Argentina; Camera, de Suiza; y Photovisión, de España entre otras.

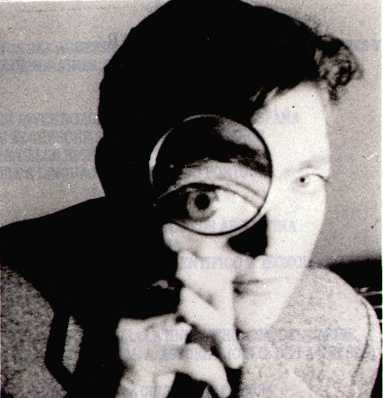
Retrato de Julio Cortázar en 1967.

En 1973, fundó junto a María Cristina Orive «La Azotea», su editorial fotográfica, única en su tiempo en América Latina dedicada exclusivamente a la especialidad.
En 1979, fundó junto a otros colegas (Alicia D'Amico, Eduardo Comesaña, Andy Goldstein, Annemarie Heinrich, María Cristina Orive y Juan Travnik) el Consejo Argentino de Fotografía, cuya misión es la difusión y estudio de la fotografía nacional y el intercambio con lo más sobresaliente de la producción mundial. Fue la fundadora de la fotogalería del Teatro General San Martín en 1985.

## Pensamiento
Apasionada por su arte, no se identificaba con ninguna ideología, se definía como artista y reivindicó lo autóctono desde una postura abierta y pacifista.

Lo que yo hago en fotografía es para lograr que el día que me muera no digan que se murió una vaca sino que se murió una persona que vio eso. Y lo que yo vi está en mis fotos. Como si dijera: «Esta es mi ciudad, mi gente, la que admiro, la que me gusta». Ese es mi canon.
Sara Facio

## Obras destacadas
Dentro de una serie de fotografías publicadas, junto a su colega Alicia D’Amico, es famosa por sus retratos a María Eva Duarte de Perón, Antonio Berni, Adolfo Bioy Casares, Jorge Luis Borges, Julio Cortázar, Gabriel García Márquez, Alberto Girri, Federico Luppi, Leopoldo Marechal, Tita Merello, Manuel Mujica Lainez, Pablo Neruda, Silvina Ocampo, Olga Orozco, Astor Piazzolla, Alejandra Pizarnik, Susana Rinaldi, Juan Rulfo, Ernesto Sabato, Osvaldo Soriano, Mercedes Sosa, Aníbal Troilo, David Viñas, María Elena Walsh, entre otros.
Retrató a personas comunes y al entorno popular alrededor de los funerales del General Perón, trabajo de validez histórica y documental.
Destaca adicionalmente, dentro de su producción, la edición de un conjunto de fotolibros y libros de fotografía, realizados, en muchos casos, en colaboración con otras fotógrafas como Sara D'Amico o María Cristina Orive y/o escritores tan destacados como Julio Cortázar o Miguel Ángel Asturias, por ejemplo: Buenos Aires, Buenos Aires, 1968; Humanario, 1976; Actos de fe en Guatemala, 1980. En la actualidad, los fotolibros de Sara Facio son objeto de investigación, exposiciones y se conservan en las colecciones de fotografía impresa de Biblioteca y Museos.